# Мантена
Мантена (порт. Mantena) — муниципалитет в Бразилии, входит в штат Минас-Жерайс. Составная часть мезорегиона Вали-ду-Риу-Доси. Входит в экономико-статистический микрорегион Мантена. Население составляет 25 645 человек на 2006 год. Занимает площадь 682,827 км². Плотность населения — 36,8 чел./км².

## История
Город основан 13 июня 1943 года. 

## Статистика
- Валовой внутренний продукт на 2003 год составляет 108 105 000,00 реалов (данные: Бразильский институт географии и статистики).
- Валовой внутренний продукт на душу населения на 2003 год составляет 4215,44 реалов (данные: Бразильский институт географии и статистики).
- Индекс развития человеческого потенциала на 2000 год составляет 0,724 (данные: Программа развития ООН).